# المسرح الروماني سكيكدة
المسرح الروماني سكيكدةمن أشهر المسارح الرومانية في شمال إفرقيا وشيد في عهد الإمبراطور هادريان

## الموقع
يقع المسرح الروماني عند نهاية تقاطع الشارعين الرئيسيين لمدينة سكيكدة روسيكاد الكاردو ماكسيموس والديكومانوس ماكسيموس اي شارعي ديدوش مراد وبوجمعة لباردي حاليا.

## التشييد
بني بعد الاحتلال الروماني للمدينة أثناء حكم الإمبراطور هادريان و تمت توسعته بهبة من ايميليوس بالتور.
كان المسرح يتسع لـ 6000 متفرج حيث كان أكبر من مسرحي تيمڨاد وجميلة ويعتبر نسخة طبق الأصل عن مسرح لبدة في ليبيا يتكون المسرح من خشبة scena واوركسثرا orchestra ومدرجات cavea و ابواب وممرات علوية تؤدي الى المدرجات وابواب تؤدي الى المقصورات الفردية.
قام الإمبراطور هادريان بتزيين المسرح الروماني بتماثيل و اعمدة و تيجان كورنثية حتى تصبح به قيمة جمالية أكثر من باقي المسارح الرومانية.

## التصنيف
صنف المسرح الروماني سنة 1967 وبقي ملكا البلدية الي غاية 2012 أين نقلت ملكيته لقطاع الثقافة.